# Europipe II

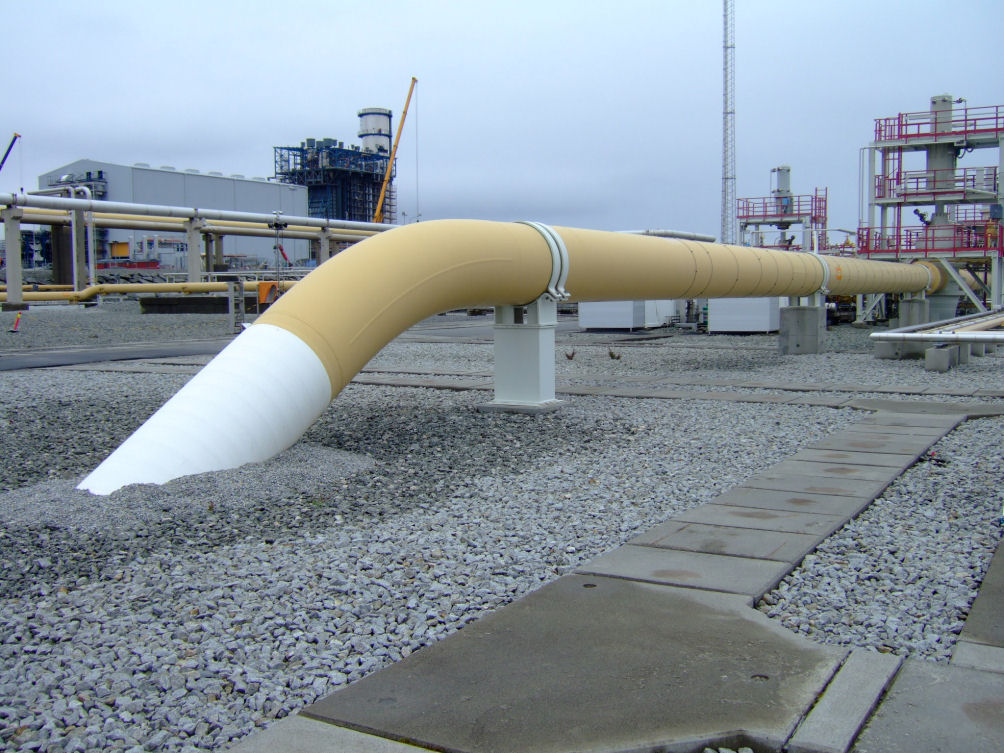
Europipe II w Kårstø

Europipe II – podmorski gazociąg, który łączy Norwegię z Niemcami. Właścicielem rurociągu jest Gassled, a operatorem Gassco. Przepustowość wynosi 24 miliardy metrów sześciennych gazu ziemnego rocznie, który pochodzi głównie ze złóż Equinor Åsgard, Sleipner East/West, Gullfaks i Statfjord.

## Trasa
Początek Europipe II zaczyna się w Kårstø i ciągnie się ok. 13 kilometrów do Vestre Bokn. Tam rozpoczyna się najdłuższa, licząca 642 kilometry, część gazociągu, umiejscowiona na Morzu Północnym. Dociera on do Dornum i gazociągu Netra, który prowadzi do wschodnich Niemiec.

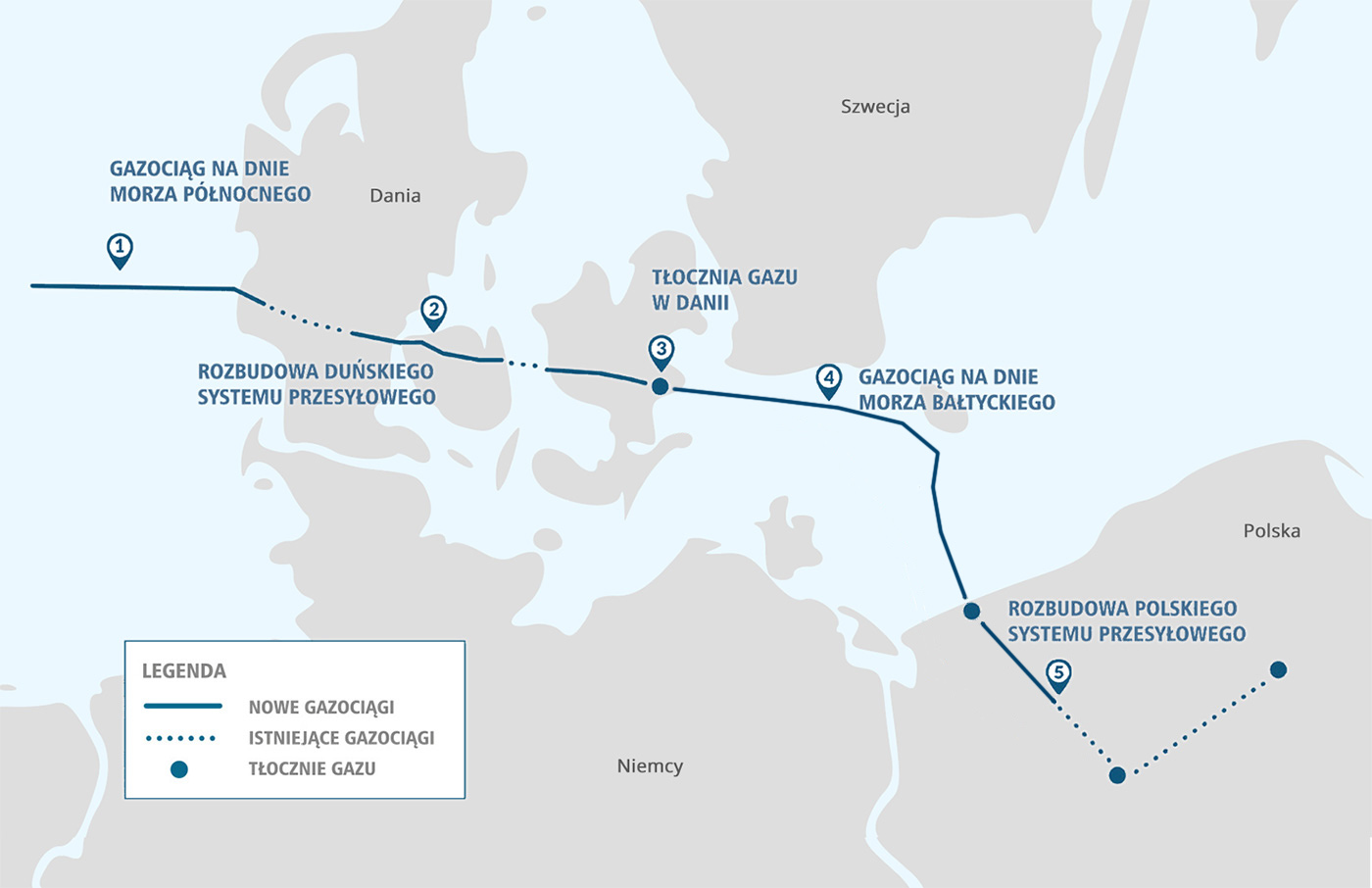
Mapa przedstawiająca trasę Baltic Pipe. Pierwsza część gazociągu znajduje się na dnie Morza Bałtyckiego, druga zaś na dnie Morza Północnego, gdzie łączy się z Europipe II.

Europipe II został połączony z duńskim systemem gazowym stanowiącym element część Baltic Pipe, przez co pełni kluczową rolę w zapewnieniu bezpieczeństwa energetycznego Polsce.